# Nils Gustaf Ehrnrooth
Nils Gustaf Reinhold Ehrnrooth, född 30 december 1907 i Helsingfors, död 1979, var en finländsk nationalekonom. Han var bror till barnboksförfattaren Ulli Ehrnrooth-Forstén.
Ehrnrooth, som var son till senatorn, juris doktor Leo Reinhold Ehrnrooth och Kerstin Selma Ida Sofia Niklander, blev student 1927, filosofie kandidat och filosofie magister 1930, filosofie licentiat och filosofie doktor 1935 och var docent i trafikekonomi vid Helsingfors universitet 1937–1947. Han var lärare i filosofi och samhällslära vid Svenska samskolan i Helsingfors 1936–1938, tillförordnad professor i nationalekonomi vid Helsingfors universitet 1945–1947, vid Handelshögskolan vid Åbo Akademi 1947–1954. Han var huvudredaktör för Handels- och Finansbladet 1945 och tillförordnad redaktör för Svensk Utrikeshandel 1947–1948. Han var ekonomisk, särskilt transportexpert vid Förenta Nationerna från 1948, chef för transportsektionen vid Förenta Nationernas ekonomiska och sociala Afrikakommission 1960–1964 samt rådgivare i vetenskapliga och teknologiska frågor vid Förenta Nationernas Europabyrå i Genève från 1964. Han var chef för Finlands invalidbyrå i Stockholm 1942–1944. 
'